# Diloy le chemineau
Diloy le chemineau est un roman de la comtesse de Ségur publié en 1868. Il est d'abord paru sous le titre Le Chemineau.
L'histoire se déroule dans une famille riche et pleine de bons sentiments, les d'Orvillet. L'aînée des enfants, Félicie, est la seule à avoir des défauts, que ses parents et sa bonne essaient de corriger. Le héros éponyme de l'histoire, Diloy, un ouvrier pauvre, sauve à plusieurs reprises des membres de la famille.

## Résumé

### Épisodes les plus héroïques de Diloy
Un ours s'est échappé. Bien que les griffes de cet ours aient été limées, il reste redoutable. Pour sauver les enfants, Diloy se bat héroïquement contre lui et réussit à le capturer. Il est d'autant plus content qu'il pourra toucher la récompense offerte par le forain qui est propriétaire de l'ours.
Il s'avère aussi que Diloy avait sauvé il y a des années un autre membre de la famille, en Afrique du Nord (probablement en Algérie) : un officier supérieur attaqué par trois Arabes avec des sabres.

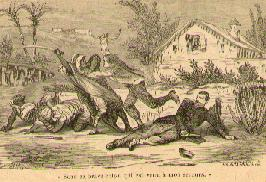
Diloy sauve le colonel d'Alban, illustration d'Horace Castelli (1868)

### Une famille de parvenus: les Castelsot
La famille Castelsot, riche, influence d'une très mauvaise façon Félicie, la poussant à mépriser les gens pauvres. Il s'avère que ce sont de faux nobles, leur nom est usurpé. Ce sont d'anciens domestiques ayant détourné de l'argent par abus de confiance.
Le jugement moral de l'auteur à leur endroit est le suivant : un ouvrier honnête est plus estimable qu'un prince sans foi et sans moralité.
À la fin du roman, ils sont ruinés. L'auteur indique qu'ils ont dû aller refaire fortune en Californie. Le bruit a couru qu'ils avaient été pris par les Indiens et massacrés.
Cette famille Castelsot rappelle la famille Tourneboule que l'on trouve dans un autre roman de la comtesse de Ségur (Les Vacances).

### La pieuse Gertrude et la snob Félicie
À de nombreuses reprises, l'auteur oppose Gertrude et Félicie pour faire ressortir les qualités de l'une et les défauts de l'autre.
Gertrude est très pieuse, pleine de charité, elle réconcilie un couple de vieux serviteurs, elle cite souvent la Bible. Tout le monde l'admire.
À l'opposé, Félicie est trop méprisante envers les pauvres gens. Souvent elle s'aperçoit d'elle-même des mauvais tours que cela lui joue. Tout le monde est conscient de ces défauts dont on n'arrive pas à la corriger.

« Félicie (…) n'avait aucun charme, sauf les rares moments où un bon sentiment faisait disparaître la froideur hautaine qui la déparait. Mais ce n'étaient que des éclairs, tandis que Gertrude était constamment embellie par l'expression douce, bonne, intelligente et affectueuse de son regard. Il en résultait que l'une était belle et désagréable, l'autre pas jolie et charmante. »

### La fin de l'histoire

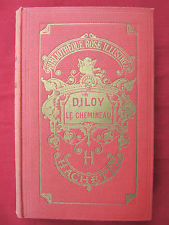
Couverture de Diloy le chemineau, dans la Bibliothèque rose.

Il y a deux beaux mariages dans la famille d'Orvillet. Diloy, marié, est devenu le jardinier de la famille d'Orvillet et son jardin potager est si merveilleux qu'on vient (le) voir de dix lieues à la ronde. Diloy est plein de reconnaissance.

## Illustrateurs
Ce roman a d'abord été illustré par Horace Castelli, puis notamment par André Pécoud, Janie Cam, Jacques Pecnard, Gilberte Millour.

## Sens du mot chemineau
Le mot chemineau est appliqué aux ouvriers parcourant la campagne à la recherche de travail. Par extension le terme gagne une connotation péjorative de vagabond,.